# رينو 19
رينو 19 (بالفرنسية: Renault 19)‏ سيارة كلاسكية أنتجها شركة رينو الفرنسية لصناعة السيارات في الفترة الممتدة بين (1988 و1996 م) في تركيا والأرجنتين، استمر الإنتاج حتى عام 2000م. كان رمز التطوير الداخلي لـ 19 هو X53 ، مع تلقي الأبواب الخمسة لرمز الهيكل B53 ، والأبواب الثلاثة هي C53 ، و Chamade the L53 ، و Cabriolet the D53 .

## نظرة عامة

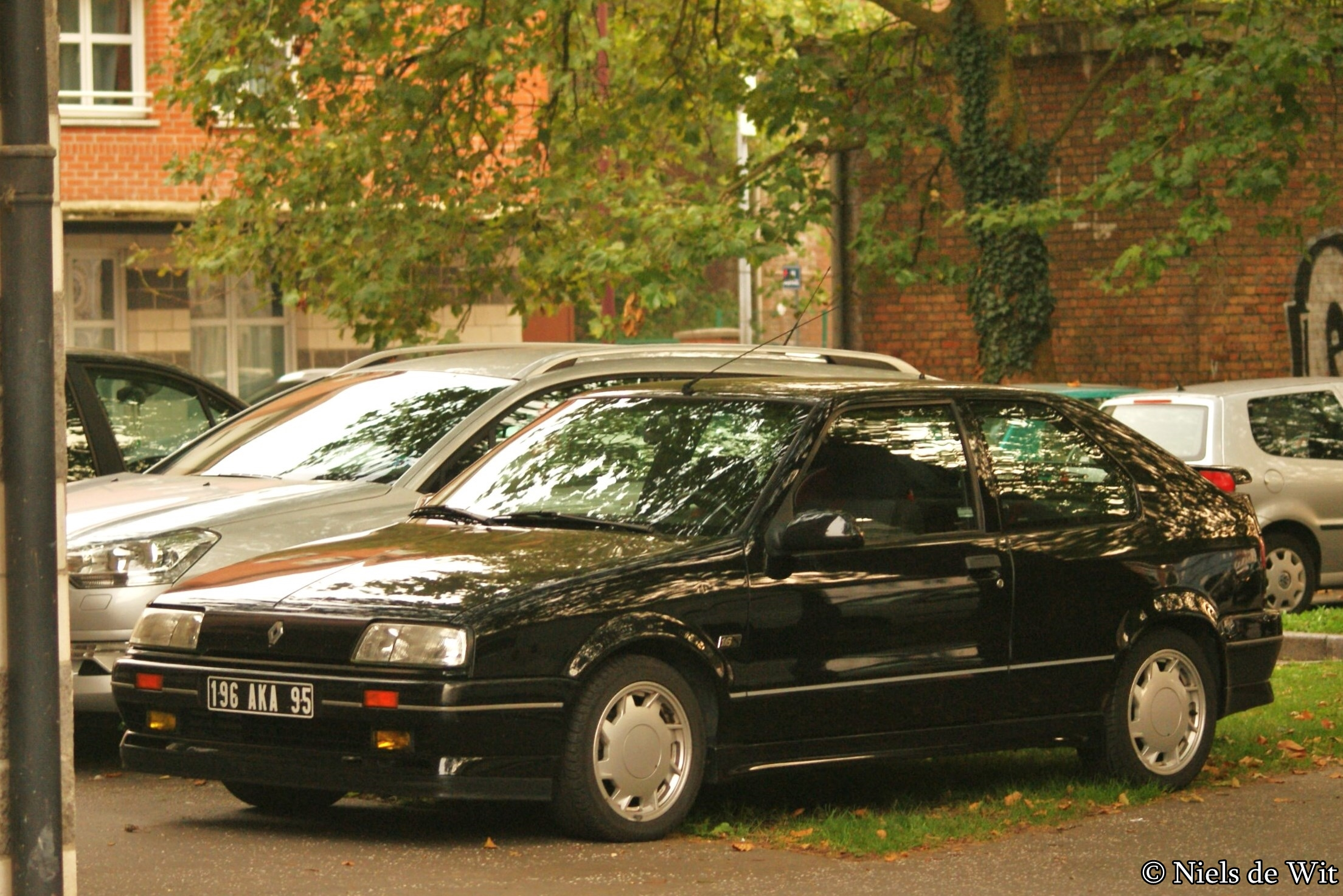
ينو 19 16s: الاصدار المبكر بدون فتحة تهوية لغطاء المحرك.

في سبتمبر 1988. كان هذا هو استبدال 9 و 11 ، وكلاهما كان قديمًا وعفا عليه الزمن بحلول نهاية الثمانينيات. تم طرح R19 للبيع في شكل محرك الأيمن للسوق البريطانية في فبراير 1989.
تم تصميم R19 من قبل Giorgetto Giugiaro ، والتي تضم نوع E الجديد من Renault (أو "Energy") 1.4 محرك L ونوع F 1.7 إصدارات L. استخدمت النماذج الأساسية في الأصل OHV C-type Cléon 1.2 و 1.4 محركات L ، حسب السوق. بينما كانت متوفرة في الأصل فقط مع محرك ديزل جوي، ظهرت نسخة توربو في بداية عام 1992.
من المقرر أن تكون السيارة رقم 19 الأخيرة من رينو، وقد بشرت السيارة الـ19 بسياسة تسمية جديدة، حيث تُعرف إصدارات الصالون من الـ19 باسم شاماد 19، لتمييزها عن سيارات الهاتشباك. تم إطلاق نسخة الصالون في عام 1989. في العديد من الأسواق، تم إسقاط شارة Chamade بعد عمليات تجميل عام 1992، مع استبدالها بعلامة "Europa".
في عام 1991، ظهر لأول مرة هيكل قابل للتحويل بناه كارمان؛ تم بناء عدد قليل فقط من هذه مع تصميم المرحلة الأولى حيث تم تحسينها بعد ذلك بوقت قصير. تم طرح الإصدار القابل للتحويل للبيع في بداية عام 1992 ؛ كان متاحًا فقط مع أقوى خيارين للمحرك. على الرغم من أن التصميم الخارجي لـ R19 (الذي كان متحفظًا نسبيًا، مثل تصميم رينو 9/11) تلقى استجابة صامتة، فقد تم الإشادة به لراحته الداخلية والتعامل معه.[بحاجة لمصدر]
بالنسبة للإصدارات الأعلى التي تم حقن الوقود فيها، أصبح ناقل حركة أوتوماتيكي رباعي السرعات متاحًا في خريف عام 1990. لا تزال الإصدارات الأقل تصنع باستخدام كتيبات ذات أربع أو خمس سرعات، أو أوتوماتيكي بثلاث سرعات.
في صيف عام 1992، تم تقديم نموذج تم تجديده مع إعادة تصميم الجزء الأمامي والخلفي بشكل كبير، بينما تلقت إصدارات السوق LHD لوحة القيادة والداخلية الجديدة - احتفظت طرازات RHD بالتصميم الأصلي.
مع عملية شد الوجه، استبدلت وحدات سلسلة «الطاقة» الأصغر تدريجيًا عناصر pushrod القديمة، و 1.8 ظهرت محركات لتر في الجزء العلوي من التشكيلة، حيث حلت محل 1.7 وحدة أقوى (F3N). تم بيع R19 في معظم أنحاء أوروبا حتى عام 1996، وتم إنتاجه لبعض أسواق أمريكا الجنوبية في الأرجنتين حتى عام 2000 ولأسواق الأنديز في كولومبيا حتى عام 2001. استمر الإنتاج التركي لفترة أطول قليلاً مما كان عليه في بقية أوروبا، حتى عام 2000 أيضًا. سيستمر استخدام منصة R19 ومعدات التشغيل في بديلها، وهو الجيل الأول من رينو ميغان، والذي استمر لمدة سبع سنوات.
حازت رينو 19 على جائزة سيارة العام لعام 1989 في إسبانيا وألمانيا، و 1990 سيارة العام في أيرلندا، و 1993 سيارة العام في الأرجنتين.

### 16 ثانية
تم عرض رينو 19 16S (16 فولت في بعض البلدان) لأول مرة في نهاية عام 1988. تمت إضافتها بالفعل إلى التشكيلة في خريف عام 1990،  وكانت رينو 19 الوحيدة بمحرك 16 صمامًا. كان يحتوي على مدخل هواء مميز على غطاء المحرك، وجناح خلفي، 15 عجلات سبيدلاين SL401 من السبائك المعدنية مقاس بوصة، وحواف جانبية، ومصابيح أمامية مزدوجة، ومقاعد Recaro دلو مع كسوة جلدية اختيارية، ومشعب عادم أربعة في واحد ونظام فرملة ABS مع كمبيوتر رحلات اختياري، ومكيف هواء وفتحة سقف كهربائية. " S " للحساء ، الفرنسية للصمامات
تم الإشادة به نظرًا لمعالجته الممتازة ومحرك F7P السعيد، والذي، جنبًا إلى جنب مع Renix ECU المتقدم، جعله أسرع وأكثر كفاءة في استهلاك الوقود مقارنة بمعظم المنافسين. تمت ترقية نظام الكبح ليشمل 259 مليمتر (10.2 بوصة) أقراص تنفيس في الأمام و 237 مليمتر (9.3 بوصة) على الأقراص الخلفية بالإضافة إلى إعداد التعليق السفلي المرفع وقضيب الدعامة الأمامي.
استفادت إصدارات المرحلة الأولى من مصدات أمامية وخلفية فريدة مع مؤشرات أمامية تم نقلها إلى المصدات للسماح بالمصابيح الأمامية المزدوجة، بينما احتفظت المرحلة الثانية بالمصدات الأصلية الموجودة في جميع أنحاء النطاق ولكنها أضافت قممًا ملونة مرمزة وإدخالات مطاطية وفاصل سفلي غير ظاهر. تم تقديم جميع الهياكل بمحرك ذي 16 صمامًا في وقت واحد أو آخر، ولكنها لم تكن متوفرة في جميع الأسواق.
كانت النماذج الأخيرة (1995 إلى 1996) تسمى Executive وتأتي مع مقصورة جلدية بشكل قياسي.
تم إنتاج نسخة 16S أيضًا في أوروبا والتي تم تجهيزها على النحو الوارد أعلاه - ومع ذلك، فإن الطرازات الأولى لم تكن مزودة بفتحة تهوية غطاء المحرك تم أيضًا مراجعة نسب التروس في طرز المرحلة 2، للسماح بالوزن الإضافي الموجود في معدات السلامة التي تم نقلها لاحقًا.
ادعت رينو تسارعًا من 0 إلى 100 كيلومتر في الساعة (62 ميل/س) 8.2 ثانية. تفاخر كل نموذج بـ 137 حصان متري (101 كـو؛ 135 حصان) في شكل محفز وبسرعة قصوى تبلغ 215 كيلومتر في الساعة (134 ميل/س) . تضمنت المرحلة الأولى نسخة غير محفزة بـ 140 حصان متري (103 كـو؛ 138 حصان).

## رياضة السيارات
استخدمت رينو سبورت الـ19 في بطولة السيارات السياحية البريطانية في عام 1993، بقيادة آلان منيو وتيم هارفي. أثبتت السيارة أنها غير قادرة على المنافسة إلا في الظروف الرطبة، وتم استبدالها بسيارة لاجونا لموسم 1994.

## محركات
| المودل         | المحرك | Displacement | Valvetrain | نظام التعبئة                | Max. power at rpm                     | Max. torque at rpm                | السرعة القصوى        | السنوات   |
| -------------- | ------ | ------------ | ---------- | --------------------------- | ------------------------------------- | --------------------------------- | -------------------- | --------- |
| Petrol engines |        |              |            |                             |                                       |                                   |                      |           |
| 1.2            | C1G    | 1237 cc      | OHV 8v     | Carburettor                 | 55 PS (40 كـو؛ 54 حصان) at 5000 rpm   | 90 ن·م (66 رطل·قدم) at 3000 rpm   |                      | 1988–199x |
| 1.2e           | E7F    | 1171 cc      | SOHC 8v    | Single point fuel injection | 58 PS (43 كـو؛ 57 حصان) at 6000 rpm   | 85 ن·م (63 رطل·قدم) at 4000 rpm   | 155 كم/س (96 ميل/س)  | 1992–1995 |
| 1.4            | C1J    | 1397 cc      | OHV 8v     | Carburettor                 | 60 PS (44 كـو؛ 59 حصان) at 5250 rpm   | 101 ن·م (74 رطل·قدم) at 2750 rpm  |                      | 1988–1989 |
| 1.4            | C3J    | 1397 cc      | OHV 8v     | Single point fuel injection | 58 PS (43 كـو؛ 57 حصان) at 4750 rpm   | 100 ن·م (74 رطل·قدم) at 3000 rpm  | 161 كم/س (100 ميل/س) | 1989–1995 |
| 1.4            | E6J    | 1390 cc      | SOHC 8v    | Carburettor                 | 80 PS (59 كـو؛ 79 حصان) at 5750 rpm   | 108 ن·م (80 رطل·قدم) at 2750 rpm  | 176 كم/س (109 ميل/س) | 1988–1989 |
| 1.4            | E7J    | 1390 cc      | SOHC 8v    | Single point fuel injection | 79 PS (58 كـو؛ 78 حصان) at 6000 rpm   | 107 ن·م (79 رطل·قدم) at 3500 rpm  | 173 كم/س (107 ميل/س) | 1992–1995 |
| 1.61           | C2L    | 1565 cc      | OHV 8v     | Carburettor                 | 78 PS (57 كـو؛ 77 حصان) at 5000 rpm   | 123 ن·م (91 رطل·قدم) at 3500 rpm  |                      | 1992–2000 |
| 1.61           | C3L    | 1565 cc      | OHV 8v     | Single point fuel injection | 75 PS (55 كـو؛ 74 حصان) at 5000 rpm   | 133 ن·م (98 رطل·قدم) at 5000 rpm  |                      | 1992–2000 |
| 1.7            | F2N    | 1721 cc      | SOHC 8v    | Carburettor                 | 75 PS (55 كـو؛ 74 حصان) at 5000 rpm   | 125 ن·م (92 رطل·قدم) at 3250 rpm  |                      | 1988–1989 |
| 1.7            | F2N    | 1721 cc      | SOHC 8v    | Carburettor                 | 92 PS (68 كـو؛ 91 حصان) at 5750 rpm   | 138 ن·م (102 رطل·قدم) at 3000 rpm | 183 كم/س (114 ميل/س) | 1988–1989 |
| 1.7            | F3N    | 1721 cc      | SOHC 8v    | Single point fuel injection | 73 PS (54 كـو؛ 72 حصان) at 5000 rpm   | 127 ن·م (94 رطل·قدم) at 2750 rpm  | 171 كم/س (106 ميل/س) | 1989–1995 |
| 1.7            | F3N    | 1721 cc      | SOHC 8v    | Single point fuel injection | 90 PS (66 كـو؛ 89 حصان) at 5250 rpm   | 140 ن·م (103 رطل·قدم) at 3000 rpm | 185 كم/س (115 ميل/س) | 1989–1992 |
| 1.7            | F3N    | 1721 cc      | SOHC 8v    | Multi point fuel injection  | 107 PS (79 كـو؛ 106 حصان) at 5800 rpm | 151 ن·م (111 رطل·قدم) at 4000 rpm | 190 كم/س (118 ميل/س) | 1990–1992 |
| 1.8            | F3P    | 1794 cc      | SOHC 8v    | Single point fuel injection | 88 PS (65 كـو؛ 87 حصان) at 5750 rpm   | 142 ن·م (105 رطل·قدم) at 2750 rpm | 181 كم/س (112 ميل/س) | 1992–1994 |
| 1.8            | F3P    | 1783 cc      | SOHC 8v    | Single point fuel injection | 90 PS (66 كـو؛ 89 حصان) at 5750 rpm   | 144 ن·م (106 رطل·قدم) at 2750 rpm | 181 كم/س (112 ميل/س) | 1994–1997 |
| 1.8            | F3P    | 1794 cc      | SOHC 8v    | Multi point fuel injection  | 109 PS (80 كـو؛ 108 حصان) at 5500 rpm | 160 ن·م (118 رطل·قدم) at 4250 rpm | 195 كم/س (121 ميل/س) | 1992–1994 |
| 1.8            | F3P    | 1783 cc      | SOHC 8v    | Multi point fuel injection  | 107 PS (79 كـو؛ 106 حصان) at 5500 rpm | 158 ن·م (117 رطل·قدم) at 4250 rpm | 195 كم/س (121 ميل/س) | 1994–1997 |
| 1.8            | F7P    | 1764 cc      | DOHC 16v   | Multi point fuel injection  | 135 PS (99 كـو؛ 133 حصان) at 6500 rpm | 158 ن·م (117 رطل·قدم) at 4250 rpm | 212 كم/س (132 ميل/س) | 1990–1997 |
| محركات الديزل  |        |              |            |                             |                                       |                                   |                      |           |
| 1.9 d          | F8Q    | 1870 cc      | SOHC 8v    | Indirect injection          | 64 PS (47 كـو؛ 63 حصان) at 4500 rpm   | 118 ن·م (87 رطل·قدم) at 2250 rpm  | 161 كم/س (100 ميل/س) | 1988–1995 |
| 1.9 dT         | F8Q    | 1870 cc      | SOHC 8v    | Indirect injection          | 90 PS (66 كـو؛ 89 حصان) at 4250 rpm   | 175 ن·م (129 رطل·قدم) at 2250 rpm | 183 كم/س (114 ميل/س) | 1990–1995 |

## مصانع التصنيع
- دواي (فرنسا)
- موبيج (فرنسا)
- هارين - فيلفورد (بلجيكا)
- لاجونا دي دويرو ، بلد الوليد (إسبانيا)
- Villamuriel de Cerrato ، بالنسيا (إسبانيا)
- سيتوبال (البرتغال)
- سانتا إيزابيل ، قرطبة (الأرجنتين)
- إنفيغادو (كولومبيا)
- أوياك رينو، بورصة (تركيا)
- شركة Sanfu Motor Co.، Ltd. (ميت)، تايشونغ (تايوان)

## روابط خارجية
- تاريخ موجز ومواصفات رينو 19
- المورد لمالكي سيارات رينو الكلاسيكية و 19 متحمسًا